# Bruce Paltrow
Bruce Weigert Paltrow là một đạo diễn kiêm nhà sản xuất phim điện ảnh và truyền hình người Mỹ. Ông là chồng của nữ diễn viên Blythe Danner và là cha của nữ diễn viên Gwyneth Paltrow và đạo diễn Jake Paltrow.

## Cuộc đời và sự nghiệp
Paltrow sinh ra ở Brooklyn, thành phố New York, là con trai của Dorothy (née Weigert) và Arnold Paltrow.